# Elaphrornis palliseri
Elaphrornis palliseri là một loài chim trong họ Locustellidae.